# Sauer Lake
Sauer Lake är en sjö i Kanada.   Den ligger i provinsen Alberta, i den centrala delen av landet, 2 900 km väster om huvudstaden Ottawa. Sauer Lake ligger 733 meter över havet.
Omgivningarna runt Sauer Lake är en mosaik av jordbruksmark och naturlig växtlighet. Runt Sauer Lake är det glesbefolkat, med 11 invånare per kvadratkilometer.